# Cartimandua
Cartimandua hay Cartismandua (trị vì từ khoảng năm 43 đến năm 69) là một nữ quân chủ cổ đại trong lịch sử Anh Quốc, đồng thời là một chư hầu La Mã dưới thời Hoàng đế Claudius. Bà là nữ vương của Brigantia, vương quốc của người Brigantes – một nhánh của tộc người Briton Celt, nằm ở Bắc Anh (ngày nay phần lớn là Yorkshire và các vùng lân cận), triều đại của bà nằm trong thời kì Anh thuộc La Mã, chứng kiến Cuộc chinh phạt Anh của La Mã vào thế kỉ thứ nhất. Cuộc đời của bà được biết đến nhiều nhất qua các giai thoại được ghi chép bởi sử gia Tacitus. Bà là vị nữ vương đầu tiên trong lịch sử nước Anh và Quần đảo Anh được ghi nhận.

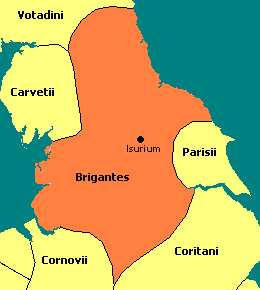
Vị trí của Vương quốc Brigantia.

## Chính sử

### Hành trạng ban đầu
Giai thoại về triều đại của Cartimandua lần đầu được ghi chép trong các sử liệu La Mã vào năm 51, bởi Tacitus, tuy nhiên, rất có thể bà đã trị vì từ trước cả khi người La Mã bắt đầu xâm lược các tiểu quốc Anh năm 43 và được cho là một trong số 11 vị vua bản địa Anh đầu hàng Hoàng đế Claudius vô điều kiện và không binh đao theo như ghi chép trong Khải hoàn môn Claudius. Cartimandua đồng trị vì xứ Brigantia cùng chồng là Quốc vương Venutius, cả hai đều duy trì chính sách chư hầu trung thành với Hoàng đế La Mã.
Dựa theo các ghi chép về Cartimandua trong biên niên sử Historiae của sử gia người La Mã Tacitus, mặc dù đồng trị vì cùng chồng là Venutius, nhưng khả năng cao rằng ban đầu Cartimandua đã là một nữ trữ quân, thừa kế ngai vàng từ nội tộc và Venutius chỉ trở thành người đồng cai trị sau khi kết hôn với bà.

### Bội ước Caratacus
Người La Mã tiến hành xâm lược Quần đảo Anh vào thế kỷ thứ nhất và bước đầu thành công thâu tóm 11 tiểu quốc, bao gồm Brigantia. Tuy nhiên, Caratacus, con trai của vua Cunobelinus vùng Catuvellauni, không chịu đầu hàng, sau khi Catuvellauni thất thủ, ông đã rút quân về phía tây và lãnh đạo liên quân hai bộ lạc người Silures và Ordovices xây dựng chính quyền mới, tiếp tục chống lại sự đô hộ của La Mã trong chín năm.
Do tương quan về tiềm lực quân sự quá lớn, Caratacus liên tục thất bại trước quân La Mã. Sau trận chiến cuối cùng ở Wales, Caratacus buộc phải tháo chạy về phương bắc. Tại đây, ông nhận được sự giúp đỡ từ Cartimandua, nhưng sau đó bà đã phản bội và giao nộp Caratacus cho quân xâm lược La Mã, trở thành một trong những sự kiện nổi tiếng nhất trong lịch sử Anh thời kì cổ đại, và là đề tài cho nhiều tác phẩm văn học, nghệ thuật về sau.

### Mâu thuẫn với Venutius
Cartimandua về sau ly hôn Venutius và tái hôn với Vellocatus, người từng là thuộc hạ dưới trướng Venutius, đồng thời lập Vellocatus làm người đồng cai trị. Bà ra lệnh bắt giữ toàn bộ gia tộc của Venutius. Venutius nhằm trả thù đã gầy dựng vây cánh bên ngoài và tiến hành xâm lược Brigantia giành lại ngai vàng. Cục diện ban đầu nghiêng về phía nữ vương vì bà nhận được sự bảo hộ từ phía La Mã, đáng kể đến nhất là trận chiến được Tướng quân La Mã Caesius Nasica dẫn đầu, cùng Binh đoàn IX Hispana tiến thẳng vào Brigantia đánh bại Venutius và giải vây cho Cartimandua. Cartimandua thành công giữ được ngai vàng nhưng lại phải đối mặt với khủng hoảng khi người dân bắt đầu ủng hộ Venutius, bà bị cho là kẻ ngoại tình và cuộc hôn nhân lần thứ hai của bà được xem là một trong những sự kiện tai tiếng nhất.
Đến năm 69, lợi dụng sự hỗn loạn của La Mã trong sự kiện tứ đế chi niên, Venutius tái lập binh biến, tấn công Brigantia. La Mã dù nhiều lần chi viện nhưng đều thất bại, Cartimandua buộc phải nhượng bộ và bị phế truất, Venutius lên ngôi và tiếp tục các cuộc chiến tranh chống lại Đế chế La Mã Hành trạng của bà về sau cũng không còn được ghi chép.